# Epifor
Epifor[-fo:'r] (grek. epiphora ,"tillförande", "tillfogande", av epipher att "tillföra") är en stilfigur som är motsatsen till anafor vilket betyder att i slutet av varje mening sker två eller flera upprepningar av meningssatsen.

## Exempel

### Klassiskt exempel
- ”In 1931, ten years ago, Japan invaded Manchuria – without warning. In 1938, Hitler occupied Austria – without warning. In 1939, Hitler invaded Poland – without warning. And now, Japan has attacked Malaya, Thailand and the United States – without warning." – Franklin D. Roosevelt

### Alldagligt exempel
- Är ni osäker på vilken uppvärmning ni skall välja? Välj luftvärmepump. Är inomhusklimatet viktigt? Välj luftvärmepump. Är ni mån om låga uppvärmningskostnader? Välj luftvärmepump.

- Genom en minskad invandring har mångfaldens syfte gått förlorad, matkulturens skiftningar gått förlorad, vardagskunskapen om olika kulturer gått förlorad.

"Dessa ord, dessa mina ord, dessa mina sista ord."
"Pappa är snäll, mamma är snäll, alla är snälla."